# 순차 논리
디지털 회로 이론에서 순차 논리(Sequential logic)는 출력이 입력에 의해서만 결정되지 않고 기존에 들어왔던 입력들의 영향 또한 받는 논리 회로를 말한다. 조합 논리와 순차 논리의 가장 큰 차이점은 조합 논리는 현재 입력만을 통해 출력을 결정하지만 순차 논리는 그렇지 않다는 점이다.
따라서 순차 논리는 몇몇 종류의 컴퓨터 메모리나 기억 요소, 유한 상태 기계 등을 만드는 데 사용된다.
다음은 순차 논리 회로를 이용해서 만들 수 있는 유한 상태 기계의 예다.
- 무어 기계 : 출력이 내부 상태에 종속적이다. (내부 상태는 오직 시간 모서리에만 변환되며, 출력도 마찬가지다.)
- 밀리 기계 : 출력이 내부 상태에만 종속적인 것이 아니라 입력 또한 들어온다.

## 같이 보기
- 조합 논리
- 동기 회로
- 비동기 회로
- ASIC